# Como se Morre no Cinema
Como se Morre no Cinema é um curta-metragem brasileiro de 2002, dirigido por Luelane Loiola Corrêa. O filme é um documentário e narra as histórias do papagaio e da cadela que participaram das filmagens do filme Vidas Secas, de Nelson Pereira dos Santos, em 1962.
Foi o grande vencedor do Festival de Gramado 2002 nas categorias destinadas à curta-metragem em 35 mm, tendo vencido cinco prêmios, incluindo o de Melhor Filme. Também recebeu Menção Especial no É Tudo Verdade e concorreu como Melhor Documentário no Festival de Havana, em Cuba.